# 13414 Grantham
13414 Grantham è un asteroide della fascia principale. Scoperto nel 1999, presenta un'orbita caratterizzata da un semiasse maggiore pari a 2,8358116 UA e da un'eccentricità di 0,0647638, inclinata di 1,22191° rispetto all'eclittica.